# Naturschutzgebiet Tal der Fastenbecke
Das Naturschutzgebiet Tal der Fastenbecke befindet sich auf dem Gebiet der Stadt Schwelm im Ennepe-Ruhr-Kreis in Nordrhein-Westfalen. Das Naturschutzgebiet liegt entlang der Fastenbecke südlich der Kernstadt Schwelm. Es liegt am Schwelmer Rundweg, einem 20 Kilometer langen Rundwanderweg um die Stadt Schwelm.

## Beschreibung
Das 26,4423 ha große Gebiet ist seit 1999 unter der Kennung EN-024 wegen der besonderen Eigenart und hervorragenden Schönheit des Talzuges als Naturschutzgebiet ausgewiesen.
Das Gebiet wird durch zahlreiche, gut erhaltene Auwälder entlang des naturnahen Fließgewässers Fastenbecke geprägt. Mehrere Seitenbäche (teilweise mit Quellbereichen) münden in die Fastenbecke, die von Grünländern unterschiedlicher Bodenfeuchte und Nutzung begleitet wird. An den Talhängen stocken meist Eichen-Buchen-Wälder – Nadelholzflächen sind nur kleinflächig vorhanden. Der naturnahe Bachlauf der Fastenbecke mit seinen meist naturnahen Uferstrukturen, die Auwaldflächen in der Bachaue und die noch Wasser führenden Seitenbäche verleihen dem Gebiet eine hervorragende Strukturvielfalt. Das Tal der Fastenbecke stellt als Vernetzungsbiotop im regionalen Biotopverbund eine sehr bedeutendes und wertvolles Verbindungsglied für seltene Pflanzen und Tiere der Bachaue und der angrenzenden Wälder. Schutzziel ist die Erhaltung von Lebensgemeinschaften und Lebensstätten wildlebender, zum Teil gefährdeter Pflanzen- und Tierarten. Neophyten, die die natürliche Artenvielfalt einschränken – wie der Riesenbärenklau – sollten zurückgedrängt werden.

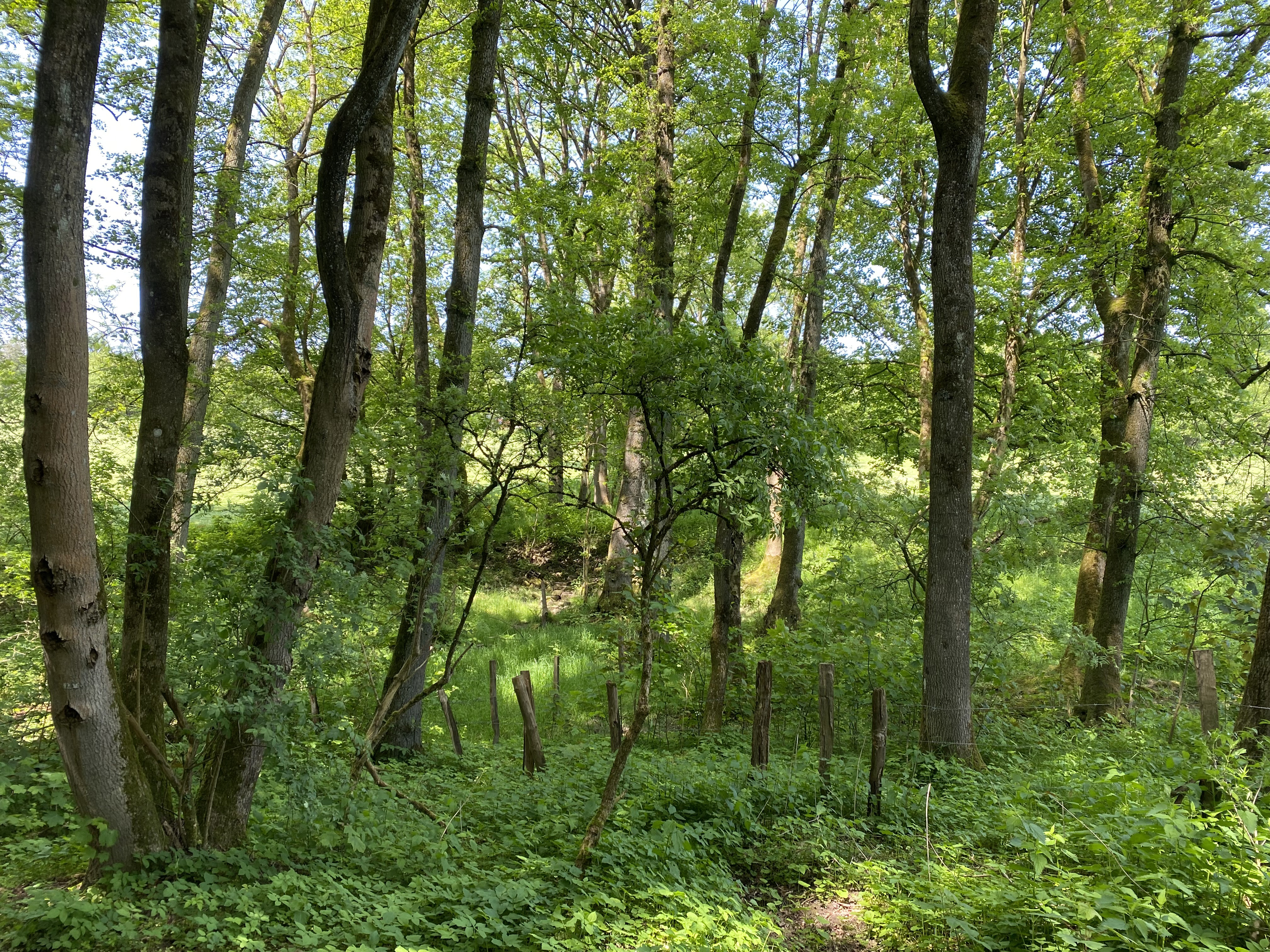
Quellbereich der Fastenbecke südl. Winterberg (Schwelm)
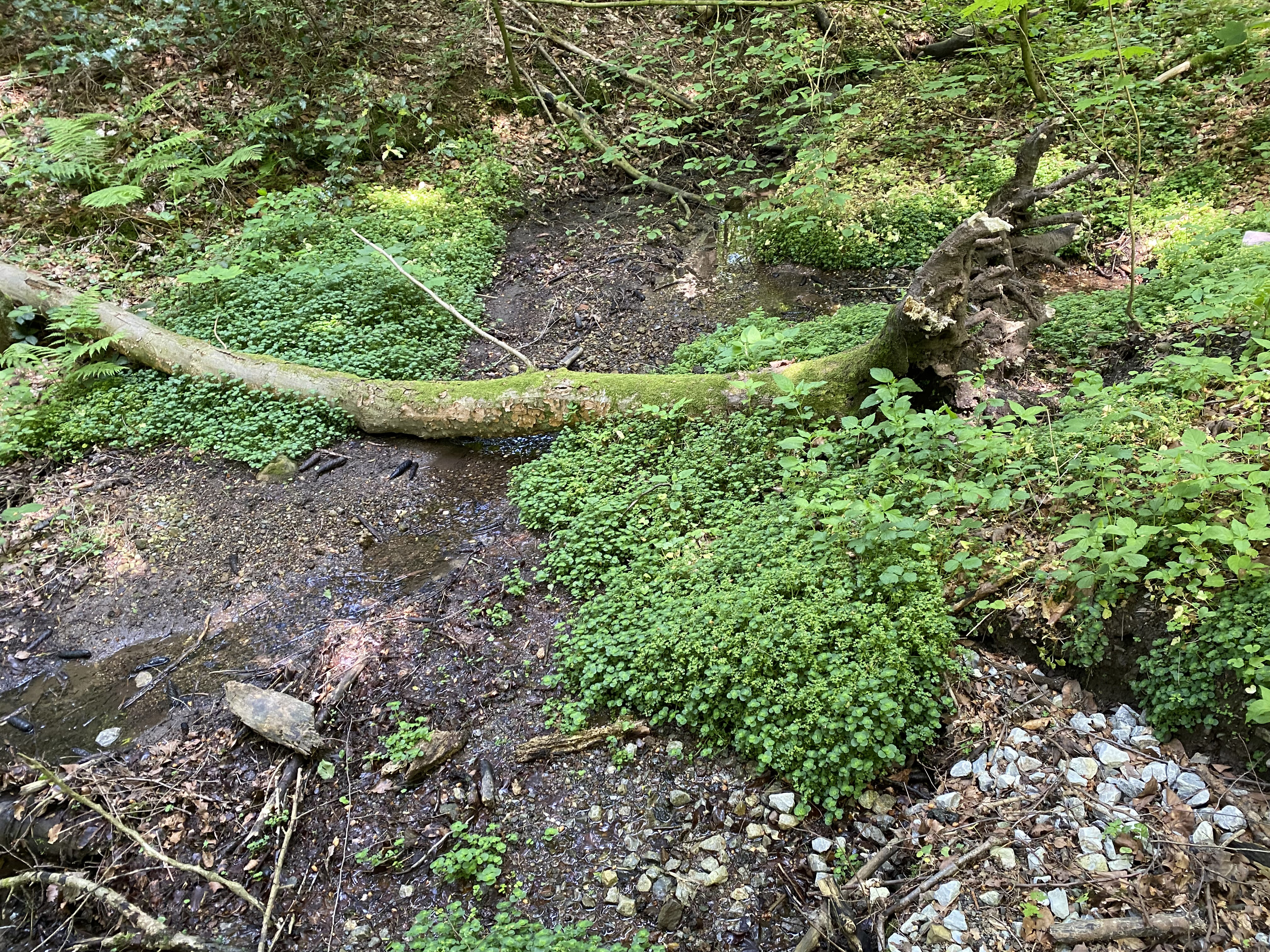
Quellbereich der Fastenbecke
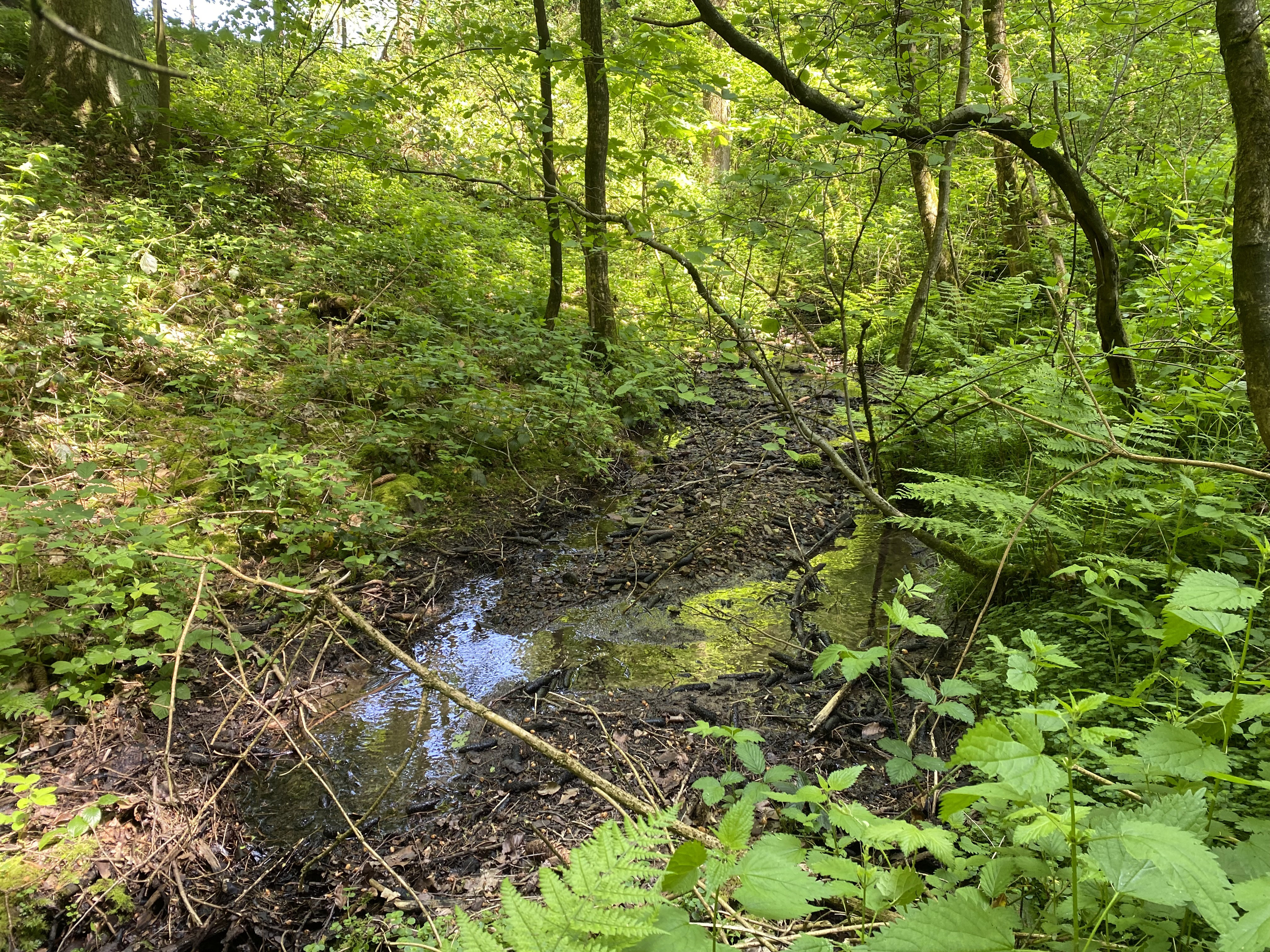
Oberlauf der Fastenbecke
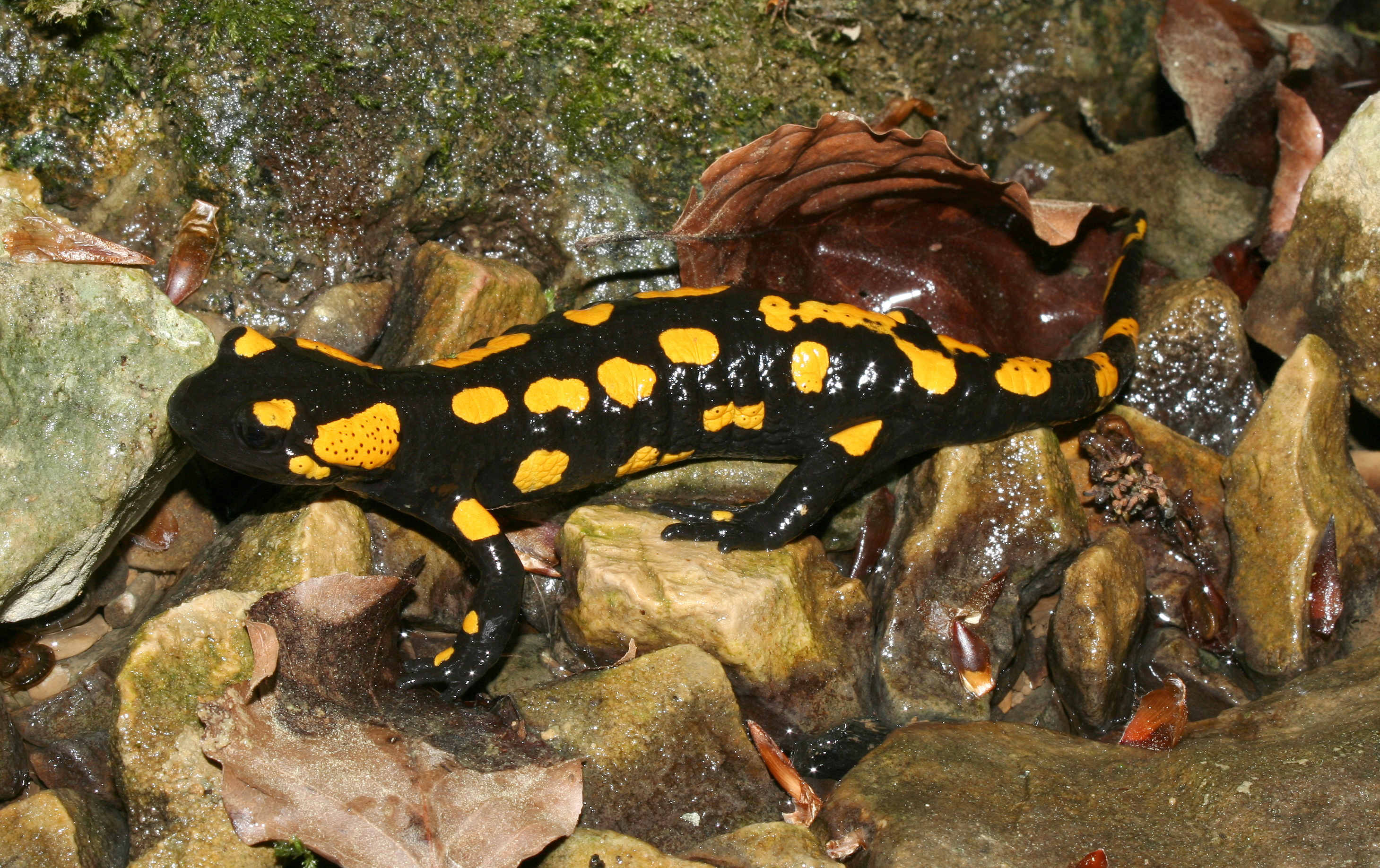
Feuersalamander (Salamandra salamandra)
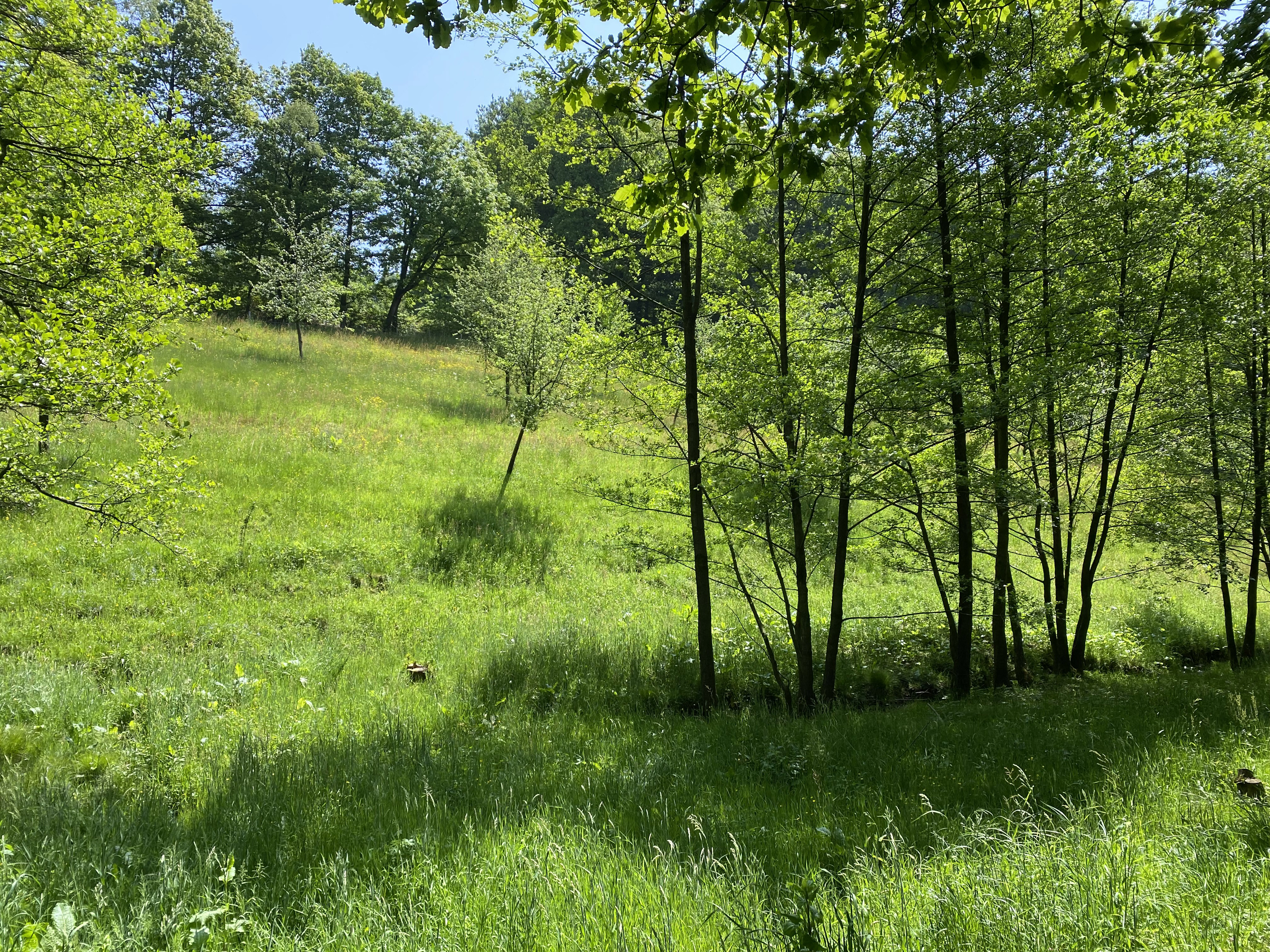
Offene Landschaftsstrukturen mit Obstbäumen und Auwald mit Mittellauf
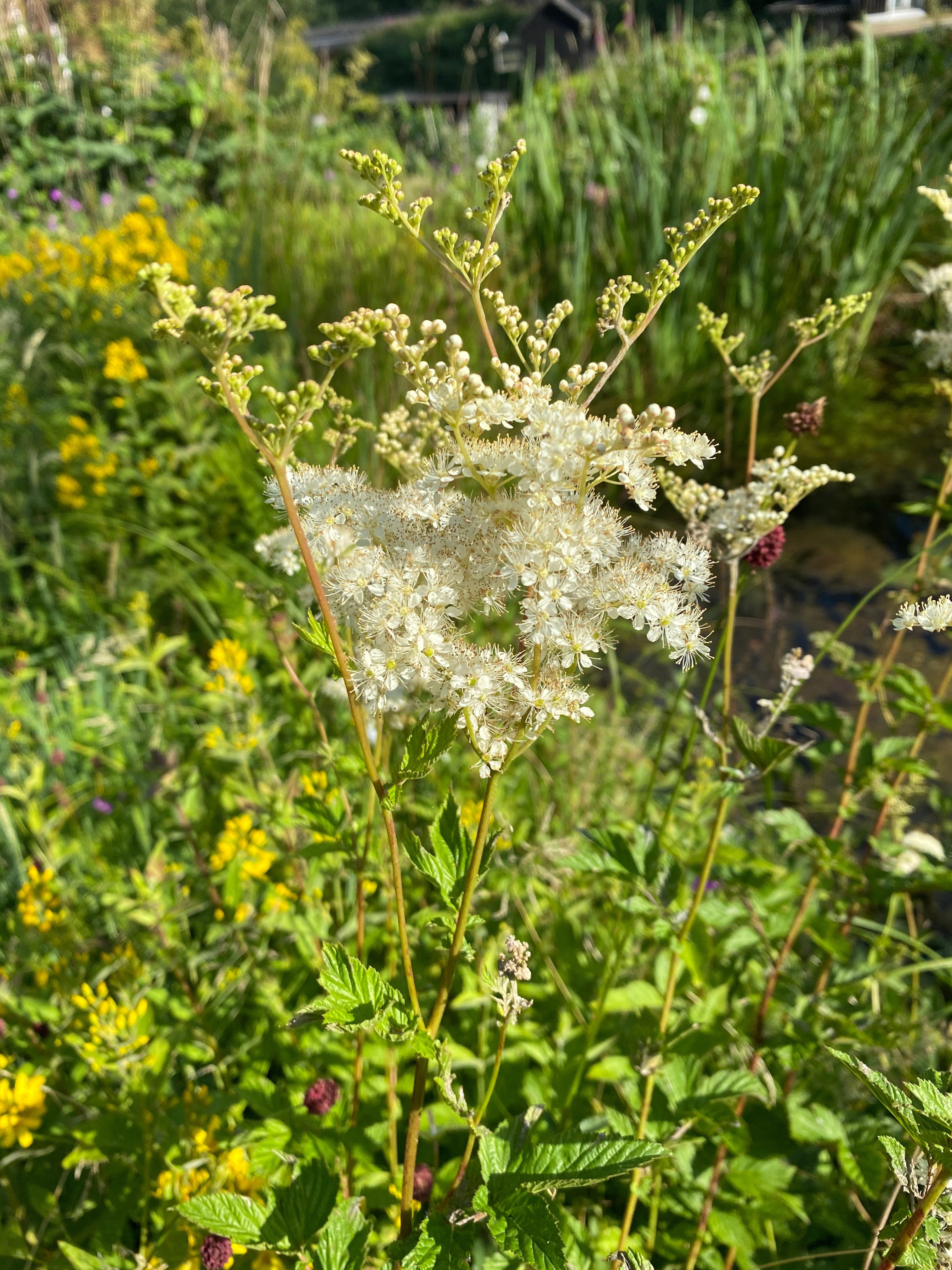
Echte Mädesüß (Filipendula ulmaria)
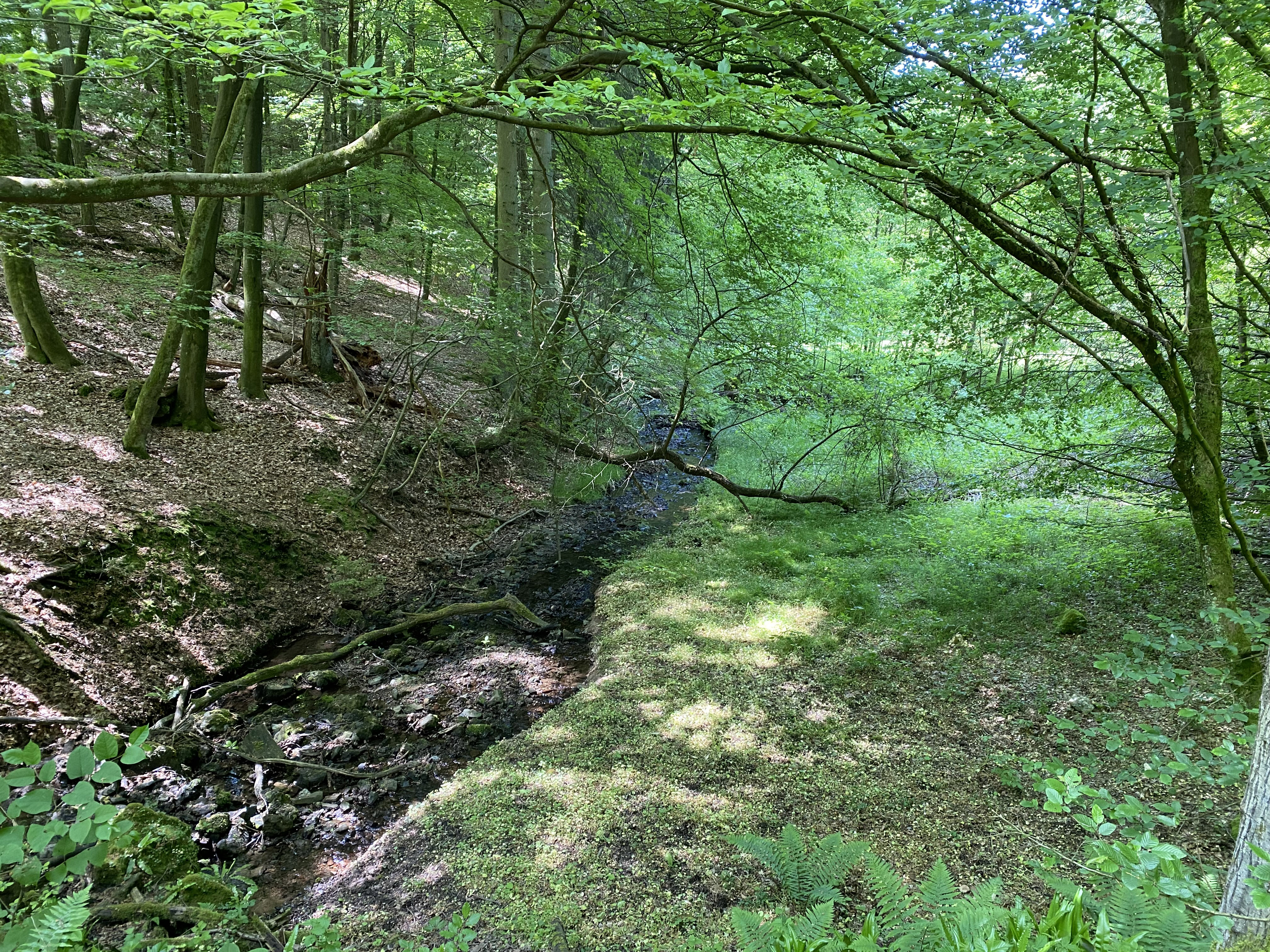
Buchen-Eichenwälder am Mittellauf
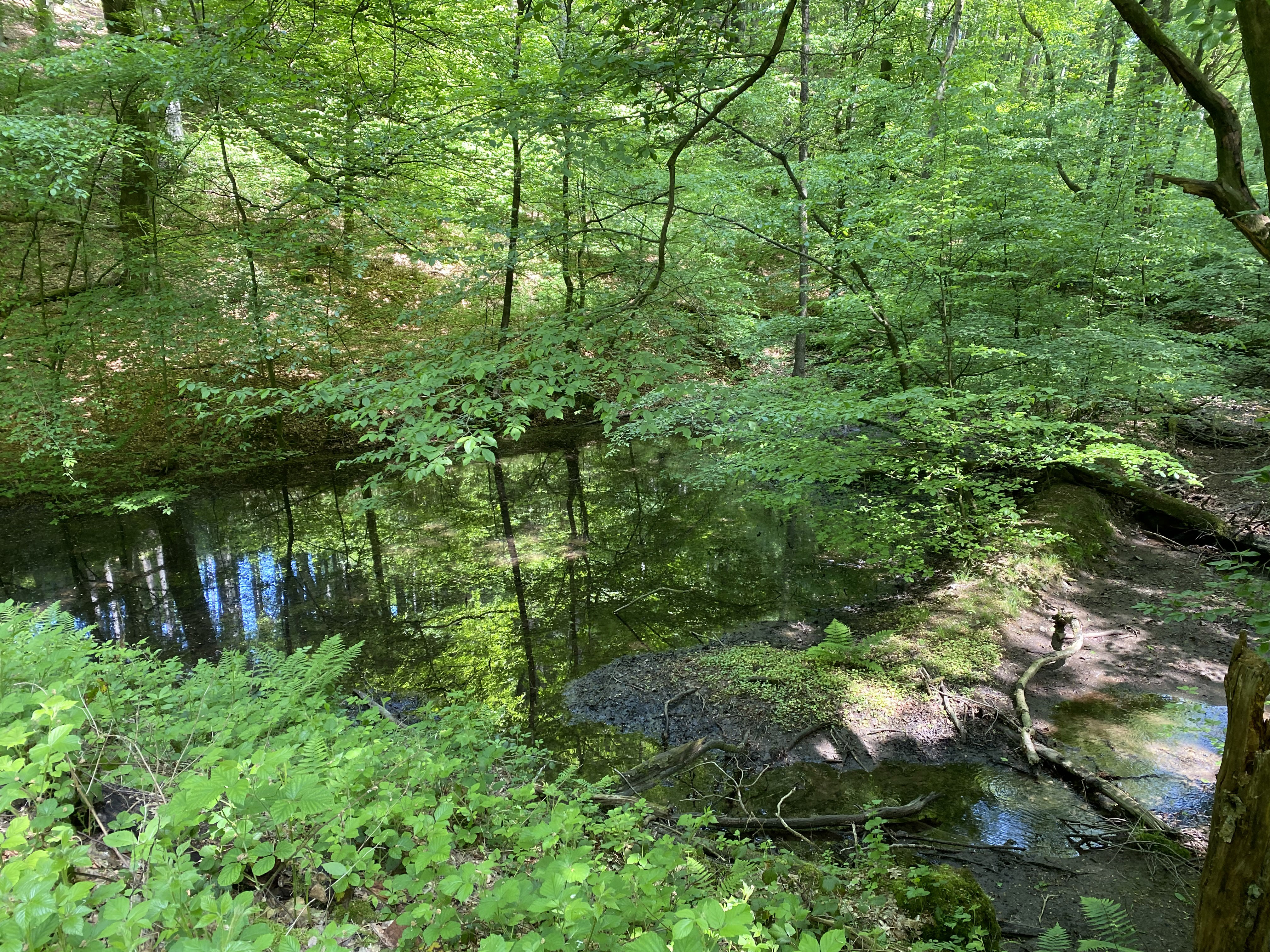
Feuchtgebiet am Mittellauf
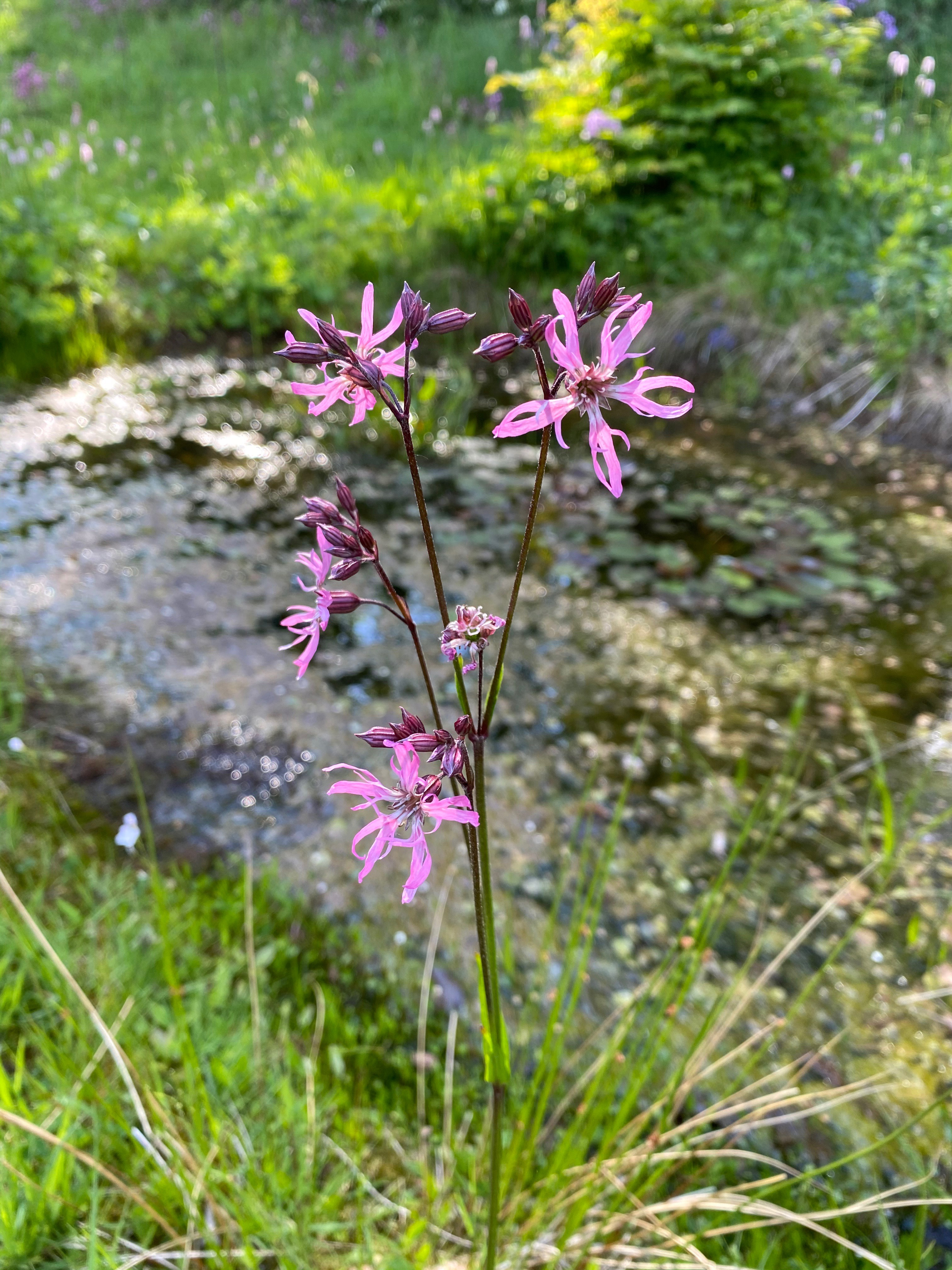
Kuckucks-Lichtnelke (Lychnis flos-cuculi)
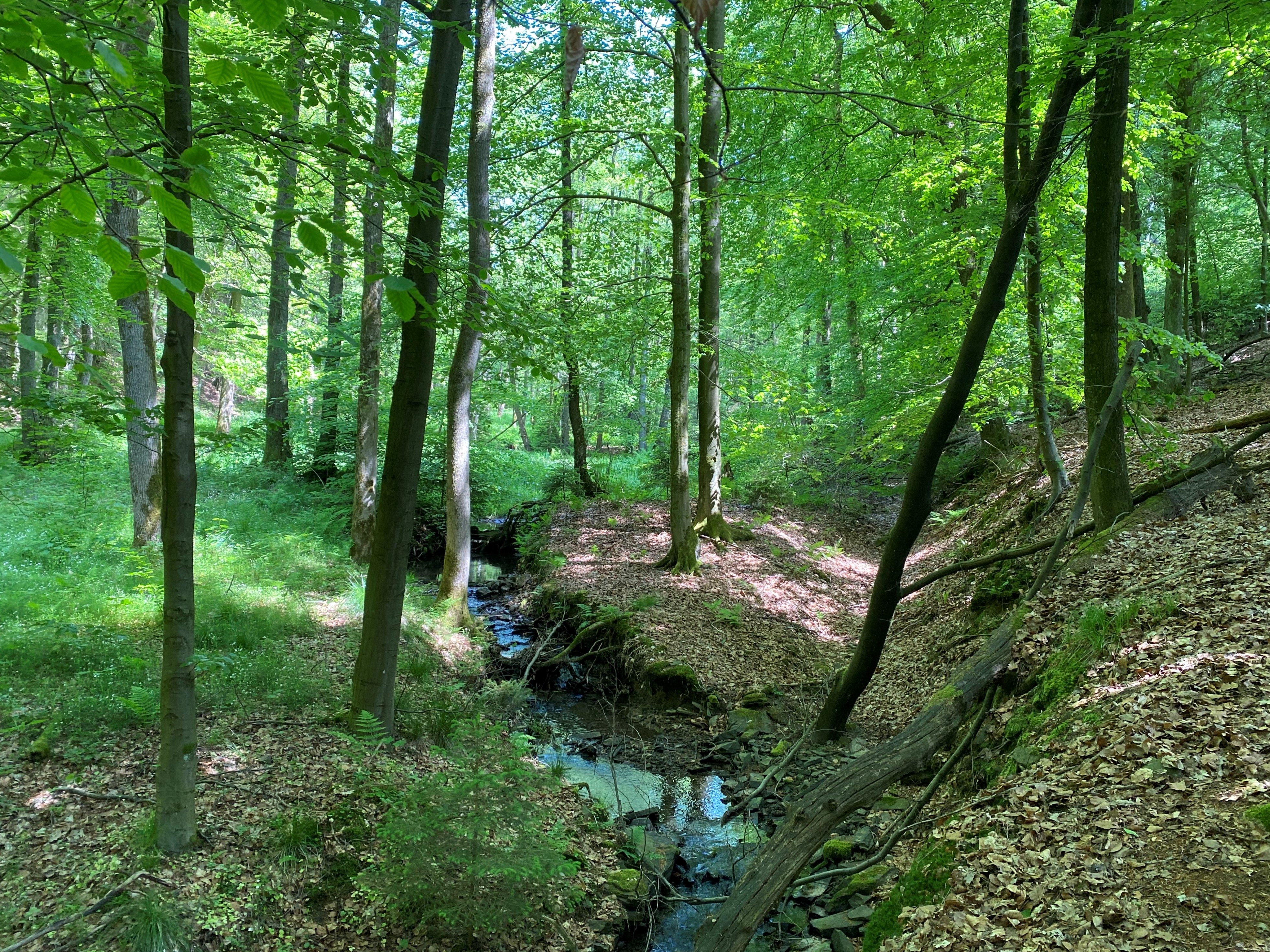
Auwald am Unterlauf
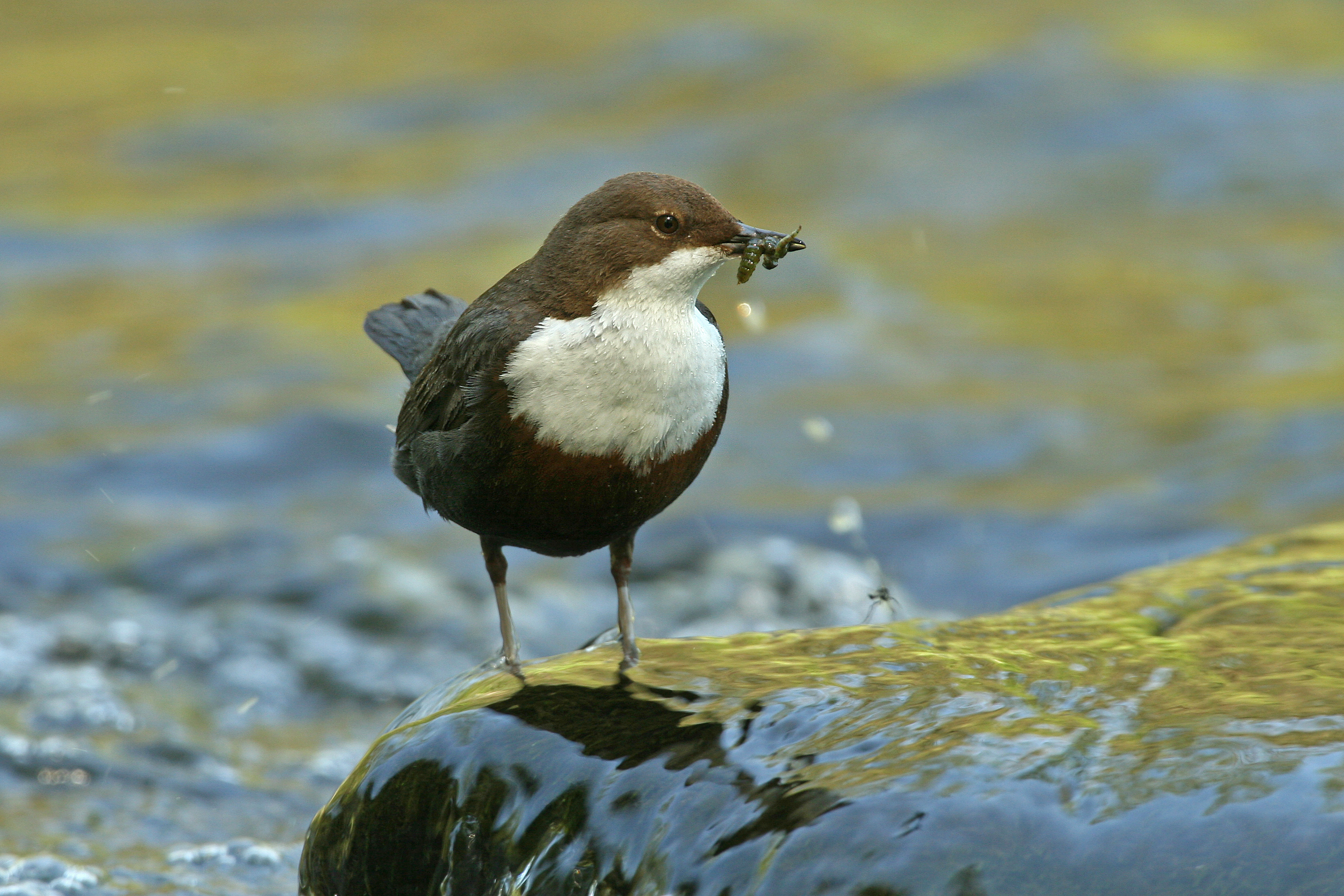
Wasseramsel (Cinclus cinclus)
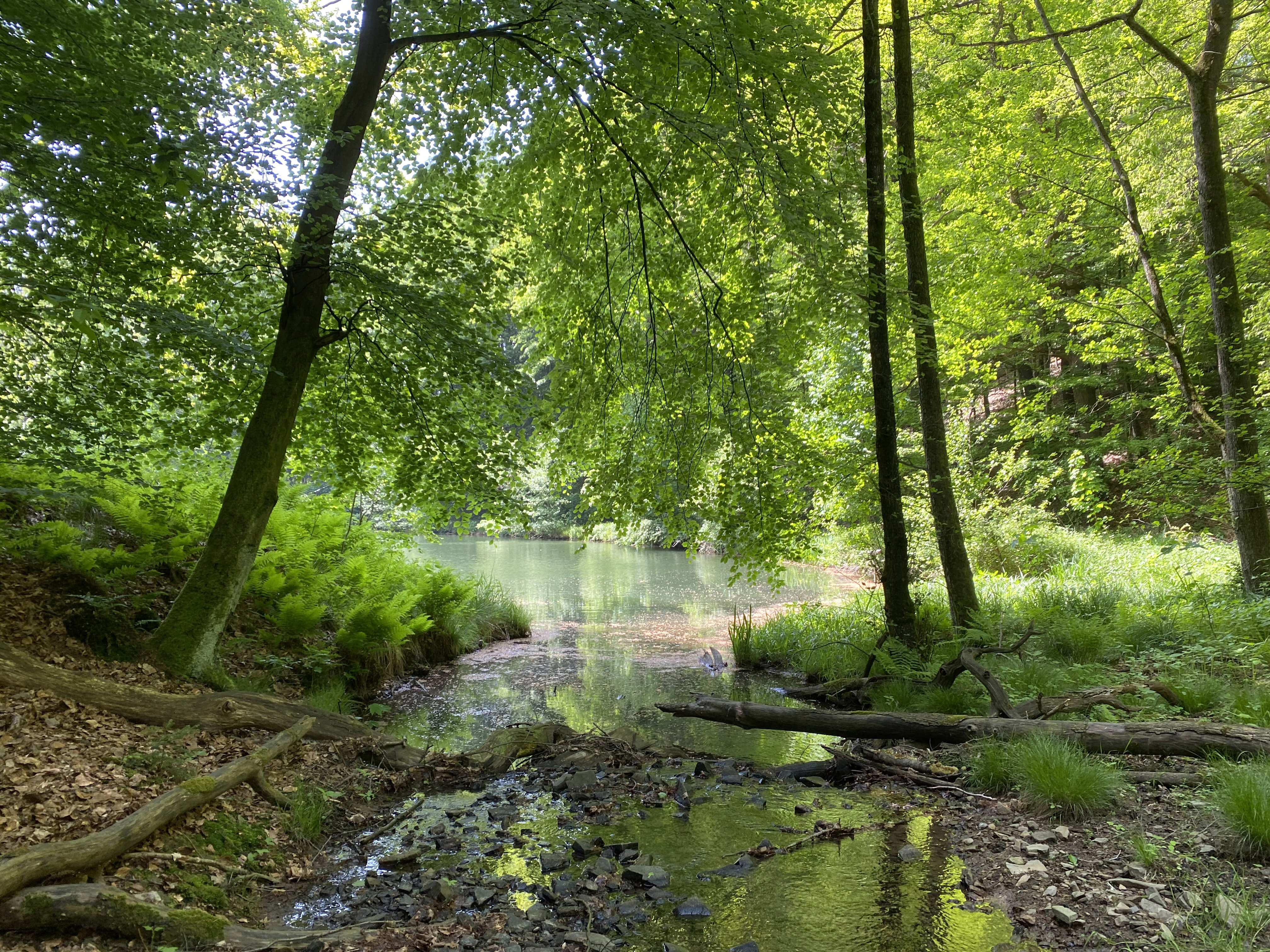
Einmündung in einen großen Waldteich nördl. Dahlhausen
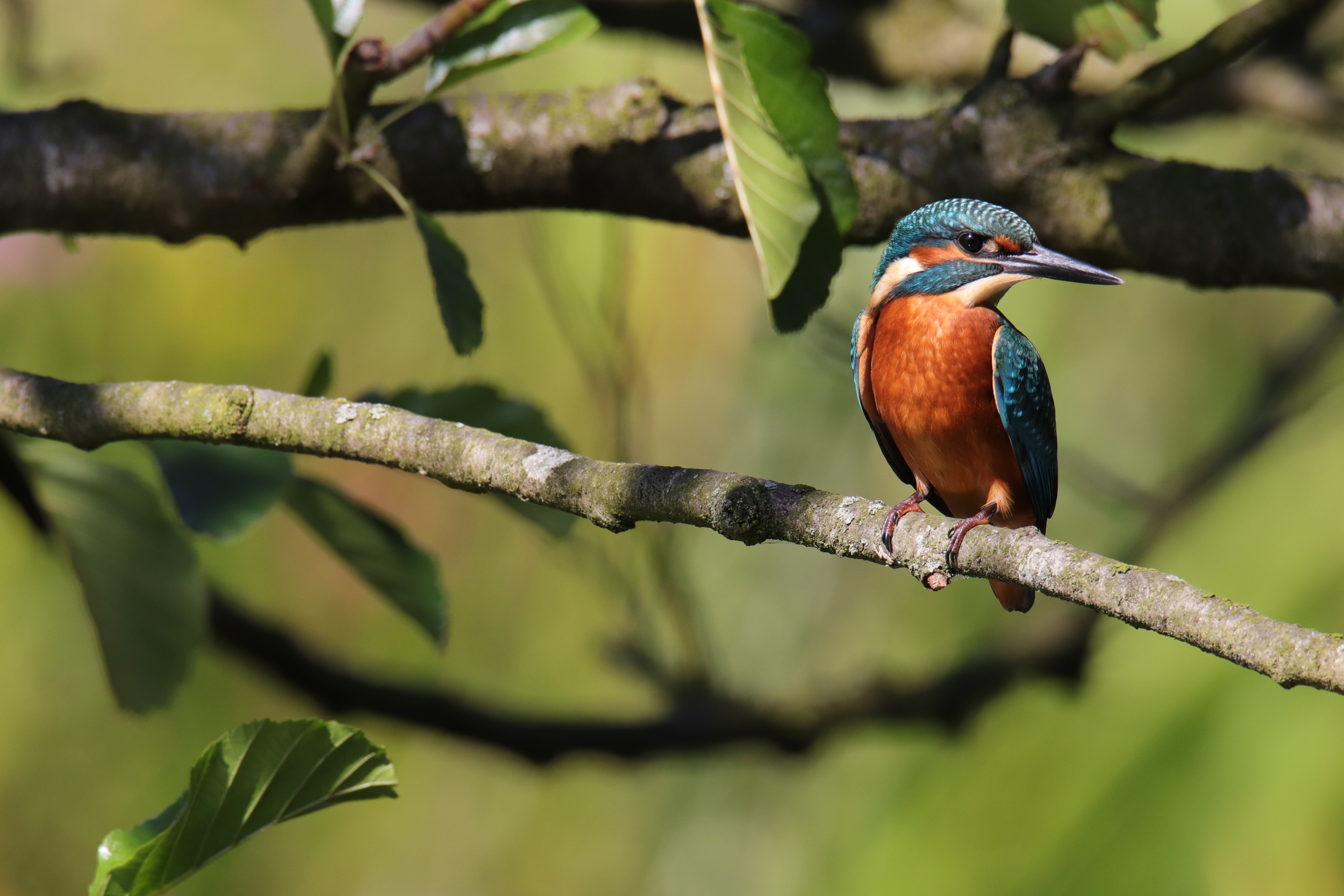
Eisvogel (Acledo atthis)
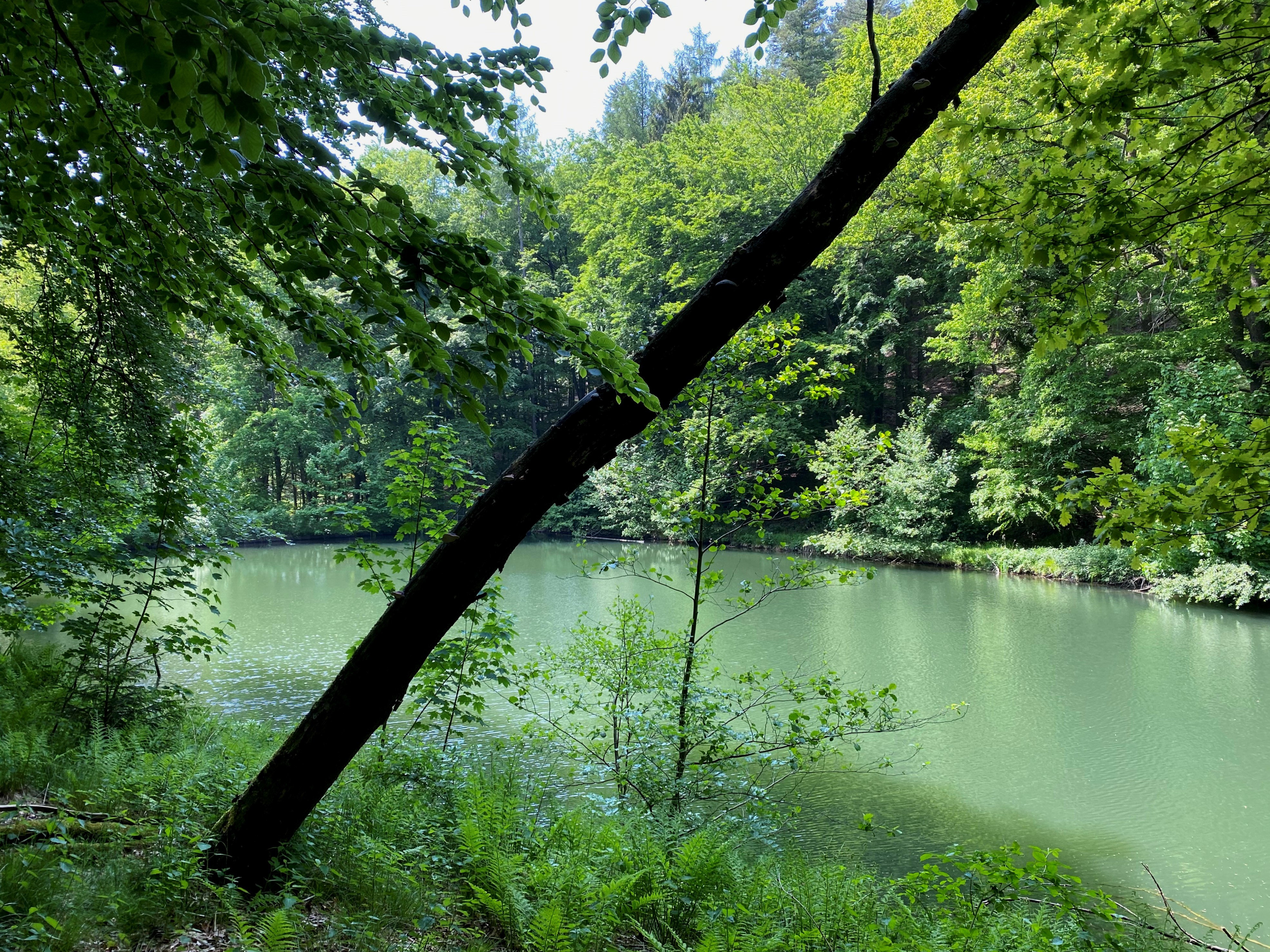
Waldteich im Unterlauf nördl. Dahlhausen